# Bulbophyllum ligulifolium
Bulbophyllum ligulifolium är en orkidéart som beskrevs av Johannes Jacobus Smith. Bulbophyllum ligulifolium ingår i släktet Bulbophyllum och familjen orkidéer. Inga underarter finns listade i Catalogue of Life.